# Chris Von Rohr
Chris Von Rohr, né le 24 octobre 1951 à Soleure, est un musicien et producteur suisse, membre fondateur du groupe de hard rock, Krokus.

## Biographie

### Les débuts
À 13 ans il commence à prendre des cours de piano, puis fréquente pendant neuf mois la Swiss Jazz School. Néanmoins sa première expérience avec un groupe nommé The Scouts se fera à la batterie.
De 1967 à 1974 il fera partie de plusieurs groupes locaux nommés Inside, Plastic Joint ou Kaktus et écumera les clubs de striptease et les dancings en tant que musicien professionnel.
En 1974, il rencontre Tommy Kiefer, Hansi Droz et Remo Spadino avec qui il fondera Krokus.

### Krokus: les débuts et les années du succès
En 1976 paraît le premier album de Krokus, intitulé sobrement Krokus, Chris y joue de la batterie et chante. L'album est très loin du son hard rock de ses successeurs, il se rapproche plus du rock progressif, Chris avoue d'ailleurs à cette époque que son passe temps favori est d'écouter Magma.
Après la fusion avec le groupe Montezuma sortiront en 1977, To You All (Chris y assure le chant, les claviers et les percussions) et Painkiller en 1978 où chris Von Rohr chante et joue des percussions. Le groupe tournera en Suisse, Allemagne, Autriche, Hongrie et Scandinavie.
Après l'arrivée de Marc Storace au chant en 1980, Chris se consacrera à la basse et aux chœurs et Krokus sortira les quatre albums majeurs de sa carrière et connaitra enfin le succès à l'échelle internationale. Chris et Krokus passeront jusqu'en 1984 plus de six mois par an en tournée dans le monde entier et collectionneront les disques d'or et de platine.

### Première rupture avec Krokus
En 1984, Chris quittera Krokus et se consacrera à l'écriture d'un livre auto biographique sur la vie en tournée dans la jungle du rock. Il sera intitulé Hunde Wollt Ihr Ewig Rocken (trad: Chiens, voulez-vous rocker éternellement).
En 1987 il enregistrera un album solo intitulé The Good, The Bad and the Dög avant de retourner en 1988 à ses premières amours en enregistrant l'album Heart Attack avec Krokus. Après une tournée transatlantique et européenne, Chris quittera à nouveau le groupe.

### Journalisme et production

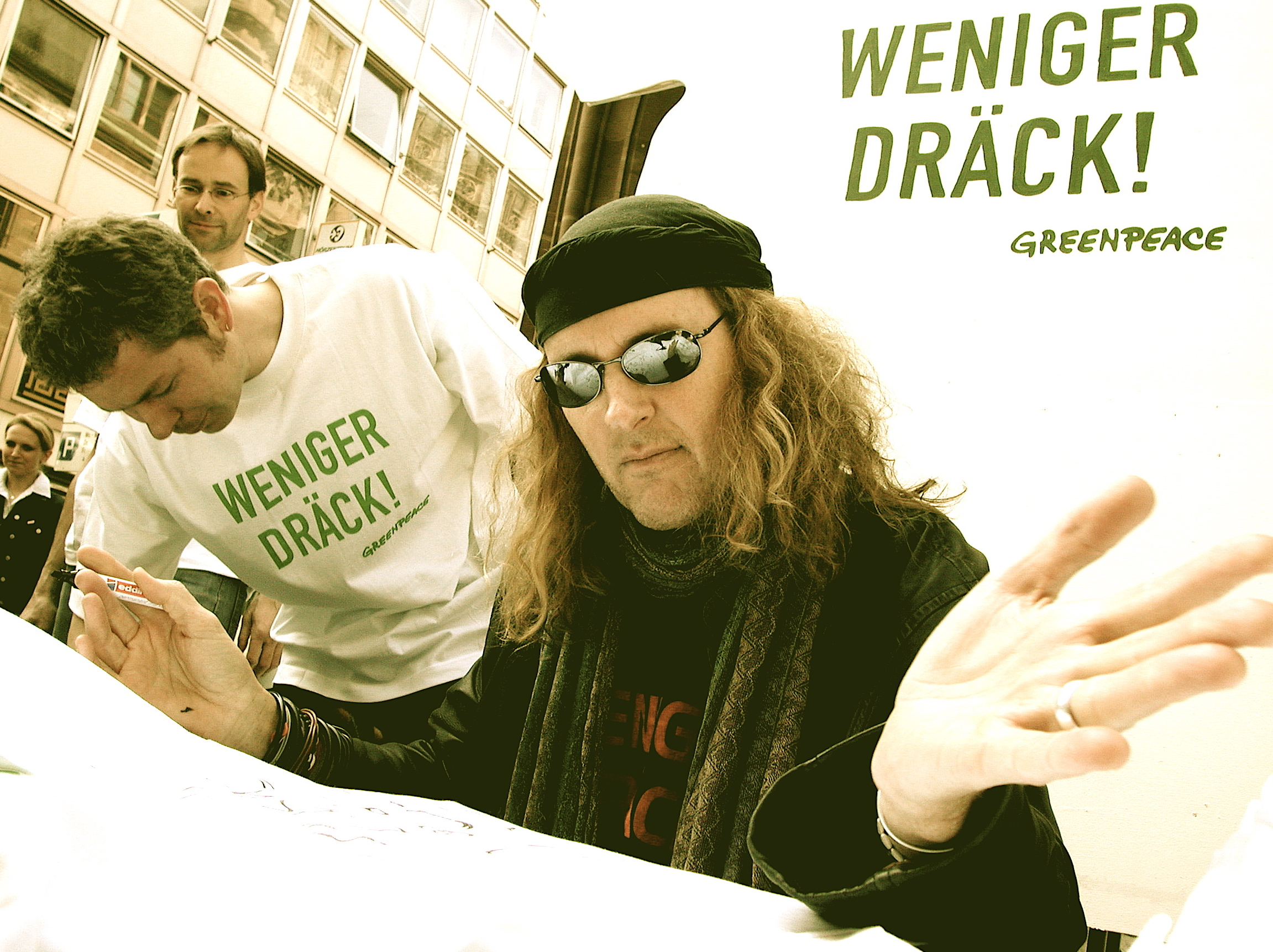

En 1989, Chris Von Rohr travaillera en tant que journaliste pour divers magazines et radios suisses. Il participera en tant que bassiste et producteur (sous le nom de Rob Weiss) à la compilation The Heavy's Metal Marathon dont deux autres volets sortiront en 1992 et 2008. 
À partir de 1991 et jusqu'en 2001, il s'investira totalement dans la carrière d'un autre groupe de hard rock suisse, Gotthard. Il en sera le producteur, le coach artistique et le coauteur de plusieurs titres du groupe. Les six albums de Gotthard auxquels il participe seront tous disque d'or ou disque de platine en Suisse. Il sera aussi coproducteur, en 2000, de l'album Härzbluet de Polo Hofer (artiste suisse qui dessina la pochette de l'album Krokus en 1976).
En 2003, il écrira son deuxième livre auto-biographique Bananen Flanke et produira l'album Trybguet du groupe de rock suisse Patent Ochsner.
De 2004 à 2006, il participe à plus de 40 émissions de radio ou shows télévisés. Il réalisera le film sur Krokus, As Long As We Live et produira l'album Naked des Lovebugs. Son expression Meh Dräck (plus de crasse) sera élu, « le mot de l'année » en Suisse. Il travaillera aussi comme columniste pour le journal Schweizer Illustrierte.

### Reformation de Krokus
Après avoir travaillé avec Mark Fox du groupe suisse Shakra, la réunion avec les membres des années fastes (Von Arb, Storace, Kohlerde et Freddy Steady) de Krokus se précise. En 2008, le succès du concert donné par Krokus au Stade de Suisse à Berne scellera définitivement la reformation du groupe. Un nouvel album Hoodoo sortira en 2010.
Chris Von Rohr milite aussi pour Greenpeace et pour le bien-être des enfants dans le monde.

## Discographie

### Avec Krokus
- Krokus (1976)
- To You All (1977)
- Painkiller (1978)
- Metal Rendez-Vous (1980)
- Hardware (1981)
- One Vice at a Time (1982)
- Headhunter (1983)
- Heart Attack (1988)
- Hoodoo (2010)

### En Solo
- The Good, the Bad and the Dög (1987)
- Meh Dräck (2004) (single)

### Avec The Heavy's
- Metal Marathon (1989)
- More Metal Marathon (1992)
- Mega Metal Marathon (2008)

## Production

### Albums de Gotthard
- Gotthard (1992)
- Dial Hard (1994)
- G. (1996)
- D Frosted (1997)
- Open (1999)
- Homerun (2001)

### Album de Polo Hoffer Und Der SchmetterBand
- Härzbluet (2002)

### Album de Patent Ochsner
- Trybguet (2003)

### Album des Lovebugs
- Naked (2005)

## Livres
- Hunde wollt Ihr Ewig Rocken: Mein Trip durch den Rockdschungel (1991)
- Bananen Flanke: Neue Geschichten aus dem Rockdschungel (2003)